# چای-وولکا
چای-وولکا (به لهستانی:  Czaje-Wólka) یک روستا در لهستان است که در گمینا چیخانوویتس واقع شده‌است. چای-وولکا ۱۲۰ نفر جمعیت دارد.